# Metasphenisca caeca
Metasphenisca caeca är en tvåvingeart som först beskrevs av Mario Bezzi 1908.  Metasphenisca caeca ingår i släktet Metasphenisca och familjen borrflugor.
Artens utbredningsområde är Eritrea. Inga underarter finns listade i Catalogue of Life.